# Rosa nitida
Rosa nitida es una especie de planta del género Rosa, de la familia Rosaceae.

## Taxonomía
Rosa nitida fue descrita por Willd. en 1809.

## Distribución
Se encuentra en el territorio este de Canadá hasta el noreste de Estados Unidos.